# L'Île du Diable (film, 1939)
Pour les articles homonymes, voir Devil's Island et Île du Diable (homonymie).

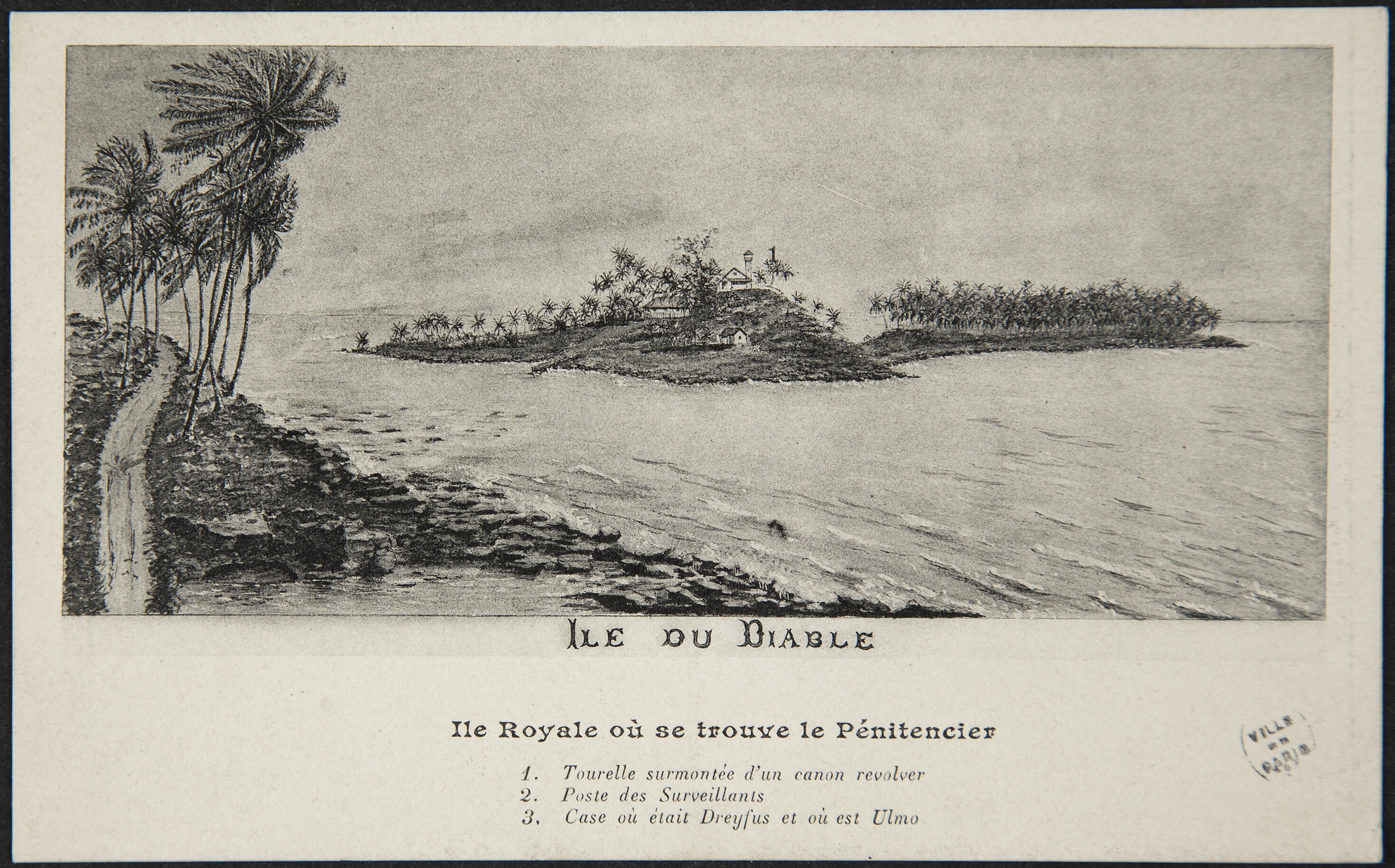
L'île du Diable, carte postale de 1908, indiquant Case où était Dreyfus et où est Ulmo" (qui y fut prisonnier de 1908 à 1923).

L'Île du Diable (Devil's Island) est un film américain réalisé par William Clemens et sorti en 1939. Il a pour cadre la colonie pénitentiaire française de l'Île du Diable, et a fait l'objet d'une interdiction par le gouvernement français de l'époque.

## Synopsis
Pour avoir respecté son serment médical en soignant un révolutionnaire blessé, le chirurgien respecté Dr Charles Gaudet est condamné à dix ans d'emprisonnement dans la tristement célèbre colonie pénitentiaire française de l'Île du Diable. Il ne tarde pas à en dénoncer les conditions inhumaines, ce qui suscite la colère du brutal commandant de la prison, le colonel Armand Lucien. Mais lorsque la fille de Lucien, Collette, est blessée dans un accident mettant sa vie en danger, la seule personne sur l'Île du Diable qui peut la sauver est Gaudet.

## Fiche technique
- Réalisation : William Clemens
- Scénario : Anthony Coldeway, Raymond L. Schrock, Kenneth Gamet, Don Ryan
- Producteur : Bryan Foy
- Photographie : George Barnes
- Montage : Frank Magee
- Distributeur : Warner Bros.
- Durée : 62 minutes
- Date de sortie :
  - États-Unis : 7 janvier 1939

## Distribution

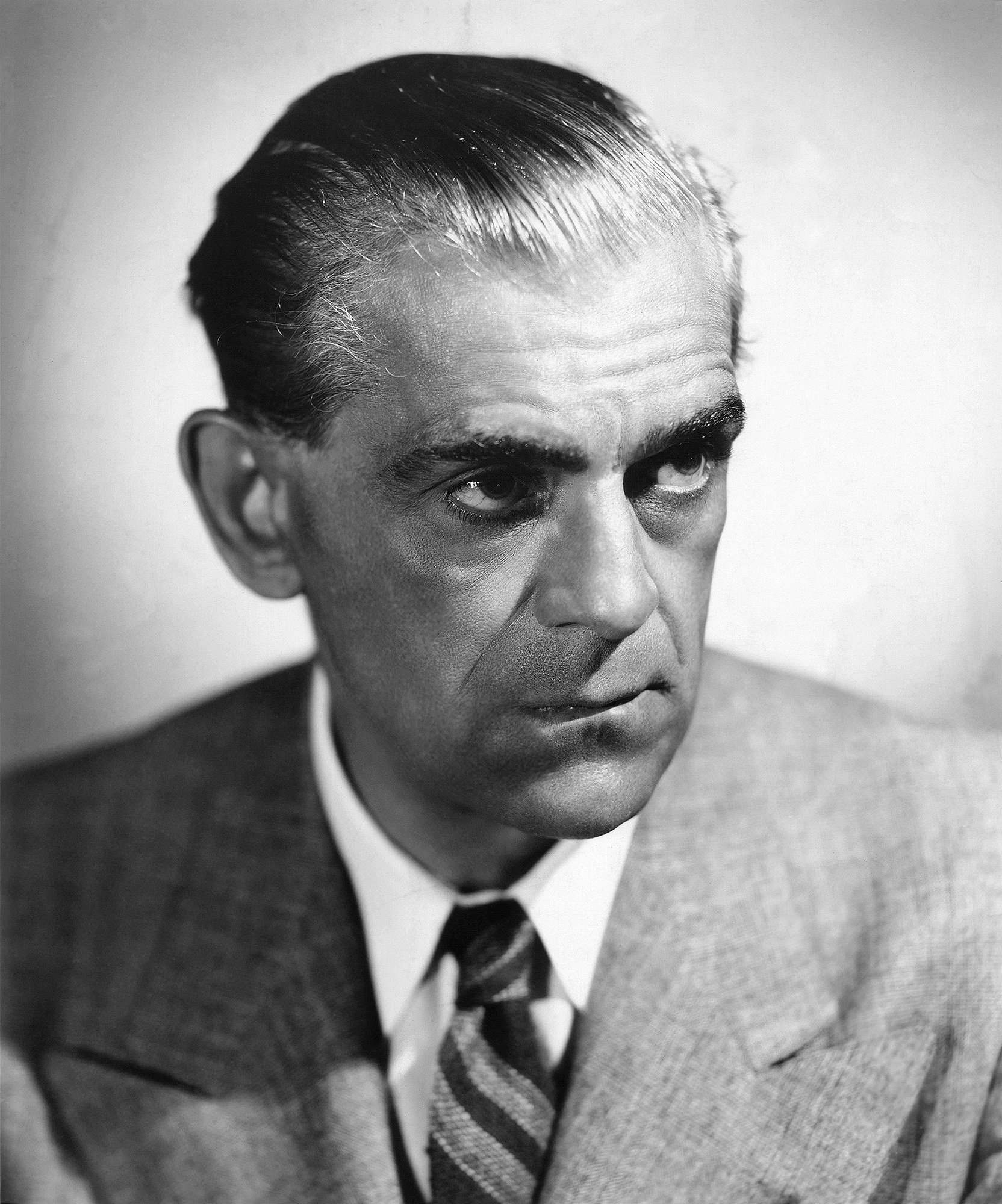
Boris Karloff.

- Boris Karloff : Dr. Charles Gaudet
- Nedda Harrigan : Madame Helene Lucien
- James Stephenson : Colonel Armand Lucien
- Adia Kuznetzoff : Pierre Leroux
- Rolla Gourvitch : Collette Lucien
- Will Stanton : Bobo Hawkins
- Edward Keane (en) : Duval, médecin du camp
- Robert Warwick : Demonpre, Ministre des Colonies
- Pedro de Cordoba : Avocat de la défense Marcal
- Tom Wilson : Emil
- John Harmon : Andre Garon
- Sidney Bracey : Soupy, un prisonnier
- George Lloyd : Dogface
- Charles Richman : Gouverneur Beaufort
- Stuart Holmes : Gustave LeBrun
- Leonard Mudie : Avocat général
- Egon Brecher : Debriac, LeBrun's Henchman
- Frank Reicher : Président de la cour d'assises
- Davison Clark : Capitaine de gendarmerie

## Production
Le film a été produit en 1938 à l'origine au moment où la France a annoncé qu'elle abandonnait l'Île du Diable en tant que colonie pénitentiaire. Le gouvernement français a alors changé d'avis (le bagne n'a été fermé qu'en 1946), et Warner's a temporairement suspendu le film, puis l'a finalement sorti en janvier 1939.

## Réception du film
Le film dépeint le système judiciaire français comme désuet, injuste et biaisé. La description de l'Île du Diable a contrarié le gouvernement français, qui a interdit l'entrée de tout film Warner's en France ou dans ses colonies pendant deux mois.
La crainte d'une sanction similaire a entraîné l'annulation d'un projet de film de 1947 de Columbia, The End of Devil's Island.